# Haikai
Haikai (jap.  俳諧 smiješno, neortodoksno), pojam kojim se može odnositi na haikai no renga (renku), omiljeni žanr japanskog povezanog stiha koji se razvio u šesnaestom stoljeću iz starijeg aristokratskog sroka renge. Značio je "vulgarni" ili "zemaljski", često je izvodio svoje učinke iz satire i udarne riječi, premda je "pod utjecajem Macua Bashōa (1644. – 1694.) ton haikai no renge postao ozbiljniji."
"Haikai" se može odnositi i na ine pjesničke oblike koje obuhvaćaju haikaijsku estetiku, uključujući haiku i senryu (varijacije jednostihovnog haikaija), haiga (haikai slikarstvo, koju se često stavlja skupa s haikuom) te haibun (haiku izmiješan s prozom, poput dnevnika i putopisa pjesnika haikua).  Ipak, haiku ne sadrži ortodoksnu rengu odnosno waku.